# きゃいのう
『きゃいのう』は、落語の演目。
初代柳家三語楼の作と伝えられるが、原作は江戸時代の小噺『武助馬』で、新作というよりは、古典の改作ととらえられる。地位の低い歌舞伎俳優の哀感を描写した小品である。

## あらすじ
名優・市川團十郎の弟子と称する團五兵衛という役者。いざ出演する段になって床山へ行くと、鬘（かつら）が用意されていない。床山の親方に抗議すると、「お前が初日に挨拶に来なかったから、鬘の数が合わないんだ。役者の法を守らないお前が悪い」と怒られてしまった。
突然泣き出す團五兵衛。気になった親方が事情を聞くと、團五兵衛は泣きながらこう語った。
「自分は、芝居好きが高じて、家を飛び出して役者になりました。勘当されましたが、最初に役が付いた時に実家に手紙を書くと、両親は喜んで見に来てくれました。ところが、終幕後両親に会ったら『どこに出たの?』と訊かれてしまったんです」
何の役をやったかと訊くと、『仮名手本忠臣蔵』五段目・山崎街道の猪の役。しばらく経ち、役が回ってきたのでもう一度知らせるが、また「どこに出たの?」と訊かれてしまった。『熊谷次郎直実』の馬だったのだ。
それでも持ち前の根性で熱心に舞台を務め続け、念願の人間の役を手に入れた。「うれしくなって、実家に手紙を書きました。『やっと二本の足で歩けます』」
「それじゃ赤ん坊だよ」と呆れながらも、團五兵衛のひたむきさに心を打たれた親方は鬘を準備する事を約束。あれこれ探すも、余っていたのは、以前に力士が余興で芝居をやったときに使った巨大な鬘だけだった。
やむなく落花生の殻を新聞紙でくるんで詰め物を作り、鬘に押し込んで頭に合わせ、やっと準備を整えた。頭を下げる團五兵衛に対し、親方が「台詞はあるのか?」と訊く。
「ありますよ。一言、『きゃいのう』だけですが」
意味をつかみかねている親方に、團五兵衛は「幕が開くと、腰元が三人掃除をしています。そこに乞食がやって来て、それを見つけた腰元が台詞を言うんです。一人目が『むさくるしいわい』、二人目が『とっとと外へ行（ゆ）……』、そして私が『きゃいのう』」（※「とっとと外へ行きゃいのう」で一つの台詞になる。歌舞伎における「割り科白」の風刺である）
親方は客席の両親を前に緊張する團五兵衛を励まし、何とか舞台に送り出した。一息ついた親方に弟子がおずおずと声をかける。
「さっきの詰め物の中に、親方の吸ったタバコの吸殻が……」
びっくり仰天した親方。團五兵衛の頭からは煙が漏れ出している。「消防車と救急車を呼べ!!」と楽屋裏が大騒ぎになる中、舞台ではいよいよ團五兵衛の芝居が始まった。
一人目の腰元が「むさくるしいわい」、二人目が「とっとと外へ行……」、そして團五兵衛の番だが、緊張し、しかも火勢が上がってなかなか台詞が出てこない。そうとは気づかない仲間が、こうすれば思い出すだろうと、ふたたび「行」と言ったところで團五兵衛の尻をつねると、
「ウヒャヒャヒャヒャ、ウーン……熱いのう」

## バリエーション
三語楼の弟子であった初代柳家金語楼の現存する音源では、楽屋に入る前の團五兵衛とその友人との会話に終始し、それもかなり短く刈り込んでいる。サゲも「きゃいのう」のやり取りの後、團五兵衛「あら、樂屋入りだわ。」友人「それなら早く行きゃいのう。」というものである。全編に笑いが多く軽めのタッチとなっている。